# Grandpuits-Bailly-Carrois
Grandpuits-Bailly-Carrois [ɡʁɑ̃pɥi baji kaʁwa]  est une commune française située dans le département de Seine-et-Marne en région Île-de-France, formée en 1972 par la réunion de Grandpuits et de Bailly-Carrois.
L'une des huit raffineries de pétrole brut métropolitaine, la raffinerie de Grandpuits, se trouve sur son territoire.

## Géographie

### Localisation
La commune est située à environ 71,3 km au sud-est de Paris et à 27,1 km par la route, à l'ouest de Provins.

### Géologie et relief
L'altitude de la commune varie de 98 mètres à 138 mètres pour le point le plus haut, le centre du bourg se situant à environ 115 mètres d'altitude (mairie). Elle est classée en zone de sismicité 1, correspondant à une sismicité très faible.

### Hydrographie

#### Réseau hydrographique

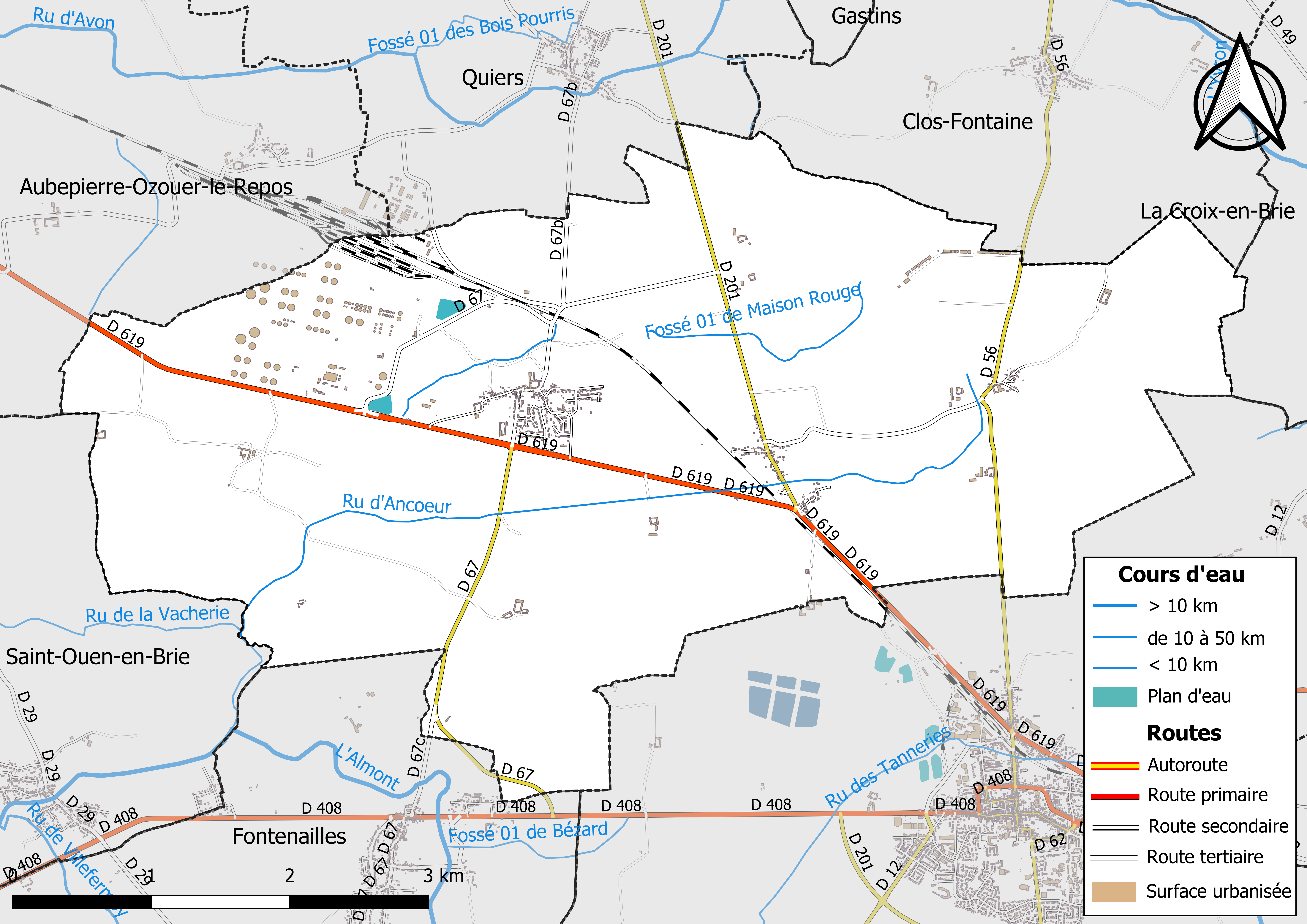
Carte des réseaux hydrographique et routier de Grandpuits-Bailly-Carrois.

Le réseau hydrographique de la commune se compose de quatre cours d'eau référencés :
- le ru d'Ancoeur, 7,44 km[4], qui conflue avec l’Almont ;
- le fossé 01 de la Grande Alleu, 0,98 km[5], qui conflue avec le ru d'Avon ;
- le fossé 01 de la Pièce des Noyers, 1,40 km[6] ;
- le fossé 01 de Maison Rouge, 1,98 km[7].

La longueur totale des cours d'eau sur la commune est de 9,80 km.

#### Gestion des cours d'eau
Afin d’atteindre le bon état des eaux imposé par la Directive-cadre sur l'eau du 23 octobre 2000, plusieurs outils de gestion intégrée s’articulent à différentes échelles : le SDAGE, à l’échelle du bassin hydrographique, et le SAGE, à l’échelle locale. Ce dernier fixe les objectifs généraux d’utilisation, de mise en valeur et de protection quantitative et qualitative des ressources en eau superficielle et souterraine. Le département de Seine-et-Marne est couvert par six SAGE, au sein du bassin Seine-Normandie.
La commune fait partie du SAGE « Yerres », approuvé le 13 octobre 2011. Le territoire de ce SAGE correspond au bassin versant de l’Yerres, d'une superficie de 1 017 km2, parcouru par un réseau hydrographique de 450 kilomètres de long environ, répartis entre le cours de l’Yerres et ses affluents principaux que sont : le ru de l'Étang de Beuvron, la Visandre, l’Yvron, le Bréon, l’Avon, la Marsange, la Barbançonne, le Réveillon. Le pilotage et l’animation du SAGE sont assurés par le syndicat mixte pour l’Assainissement et la Gestion des eaux du bassin versant de l’Yerres (SYAGE), qualifié de « structure porteuse ».

### Climat
Pour des articles plus généraux, voir Climat de l'Île-de-France et Climat de Seine-et-Marne.
En 2010, le climat de la commune est de type climat océanique dégradé des plaines du Centre et du Nord, selon une étude du CNRS s'appuyant sur une série de données couvrant la période 1971-2000. En 2020, Météo-France publie une typologie des climats de la France métropolitaine dans laquelle la commune est exposée à un climat océanique altéré et est dans la région climatique Nord-est du bassin Parisien, caractérisée par un ensoleillement médiocre, une pluviométrie moyenne régulièrement répartie au cours de l’année et un hiver froid (3 °C).
Pour la période 1971-2000, la température annuelle moyenne est de 10,7 °C, avec une amplitude thermique annuelle de 15,3 °C. Le cumul annuel moyen de précipitations est de 699 mm, avec 11,8 jours de précipitations en janvier et 7,8 jours en juillet. Pour la période 1991-2020, la température moyenne annuelle observée sur la station météorologique installée sur la commune est de 11,3 °C et le cumul annuel moyen de précipitations est de 704,0 mm,. Pour l'avenir, les paramètres climatiques de la commune estimés pour 2050 selon différents scénarios d'émission de gaz à effet de serre sont consultables sur un site dédié publié par Météo-France en novembre 2022.
| Mois                                  | jan.           | fév.           | mars          | avril         | mai             | juin          | jui.          | août           | sep.          | oct.            | nov.            | déc.             | année      |
| ------------------------------------- | -------------- | -------------- | ------------- | ------------- | --------------- | ------------- | ------------- | -------------- | ------------- | --------------- | --------------- | ---------------- | ---------- |
| Température minimale moyenne (°C)     | 1,3            | 1,4            | 3             | 5             | 8,5             | 11,4          | 13,2          | 13             | 10,1          | 7,8             | 4,3             | 2,1              | 6,8        |
| Température moyenne (°C)              | 3,9            | 4,6            | 7,5           | 10,3          | 13,9            | 17,1          | 19,3          | 19,1           | 15,5          | 11,9            | 7,3             | 4,6              | 11,3       |
| Température maximale moyenne (°C)     | 6,5            | 7,9            | 11,9          | 15,5          | 19,4            | 22,8          | 25,3          | 25,2           | 21            | 16              | 10,3            | 7,1              | 15,7       |
| Record de froid (°C) date du record   | −18,8 08.01.10 | −13 22.02.1996 | −9,1 01.03.05 | −5,8 08.04.03 | −1,3 05.05.1996 | 1,5 01.06.06  | 5,7 31.07.15  | 3,3 28.08.1998 | 1,9 25.09.02  | −5,5 30.10.1997 | −9,8 24.11.1998 | −12,5 31.12.1996 | −18,8 2010 |
| Record de chaleur (°C) date du record | 16 05.01.1999  | 18,7 24.02.21  | 24,5 31.03.21 | 28 20.04.18   | 31,5 28.05.17   | 36,4 27.06.11 | 40,5 25.07.19 | 39,6 07.08.03  | 33,7 08.09.23 | 27,8 01.10.11   | 21,5 07.11.15   | 17,2 07.12.00    | 40,5 2019  |
| Précipitations (mm)                   | 56,9           | 53,3           | 51            | 54,5          | 65,1            | 53,7          | 54,7          | 57,7           | 56,2          | 66,2            | 62,6            | 72,1             | 704        |

### Milieux naturels et biodiversité
Aucun espace naturel présentant un intérêt patrimonial n'est recensé sur la commune dans l'inventaire national du patrimoine naturel,,.

## Urbanisme

### Typologie
Au 1er janvier 2024, Grandpuits-Bailly-Carrois est catégorisée commune rurale à habitat dispersé, selon la nouvelle grille communale de densité à sept niveaux définie par l'Insee en 2022.
Elle est située hors unité urbaine. Par ailleurs la commune fait partie de l'aire d'attraction de Paris, dont elle est une commune de la couronne,. Cette aire regroupe 1 929 communes,.

### Lieux-dits et écarts
La commune compte 112 lieux-dits administratifs répertoriés consultables ici (source : le fichier Fantoir) dont :

#### Grandpuits
Belle-Idée, les Tesnières, les Pleux, Feuillet, la Rencontre, Boisseau, l'Homme-Mort, le Cuisseau.

#### Bailly-Carrois
Bailly, la Picardie, les Loges, le Périchoix également écrit le Périchoy, Carrois, la Moinerie, Courmignoust, Encoeur, le Pigeon Blanc.

### Occupation des sols
L'occupation des sols de la commune, telle qu'elle ressort de la base de données européenne d’occupation biophysique des sols Corine Land Cover (CLC), est marquée par l'importance des territoires agricoles (77 % en 2018), en diminution par rapport à 1990 (82,4 %). La répartition détaillée en 2018 est la suivante : 
terres arables (77% ), forêts (11,1% ), zones industrielles ou commerciales et réseaux de communication (7,9% ), zones urbanisées (3,5% ), espaces verts artificialisés, non agricoles (0,6 %).
Parallèlement, L'Institut Paris Région, agence d'urbanisme de la région Île-de-France, a mis en place un inventaire numérique de l'occupation du sol de l'Île-de-France, dénommé le MOS (Mode d'occupation du sol), actualisé régulièrement depuis sa première édition en 1982. Réalisé à partir de photos aériennes, le Mos distingue les espaces naturels, agricoles et forestiers mais aussi les espaces urbains (habitat, infrastructures, équipements, activités économiques, etc.) selon une classification pouvant aller jusqu'à 81 postes, différente de celle de Corine Land Cover,,. L'Institut met également à disposition des outils permettant de visualiser par photo aérienne l'évolution de l'occupation des sols de la commune entre 1949 et 2018.

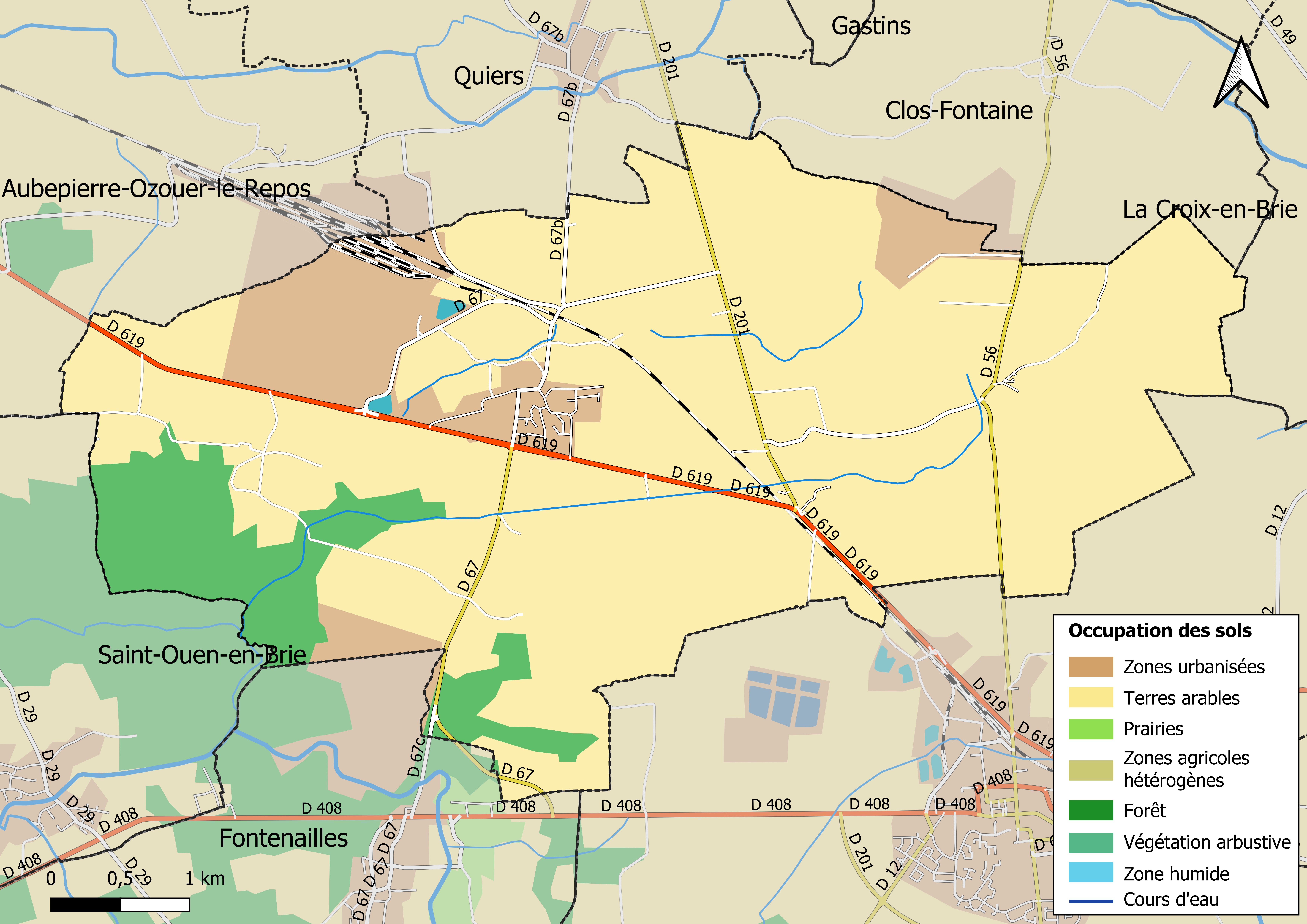
Carte des infrastructures et de l'occupation des sols en 2018 (CLC) de la commune.
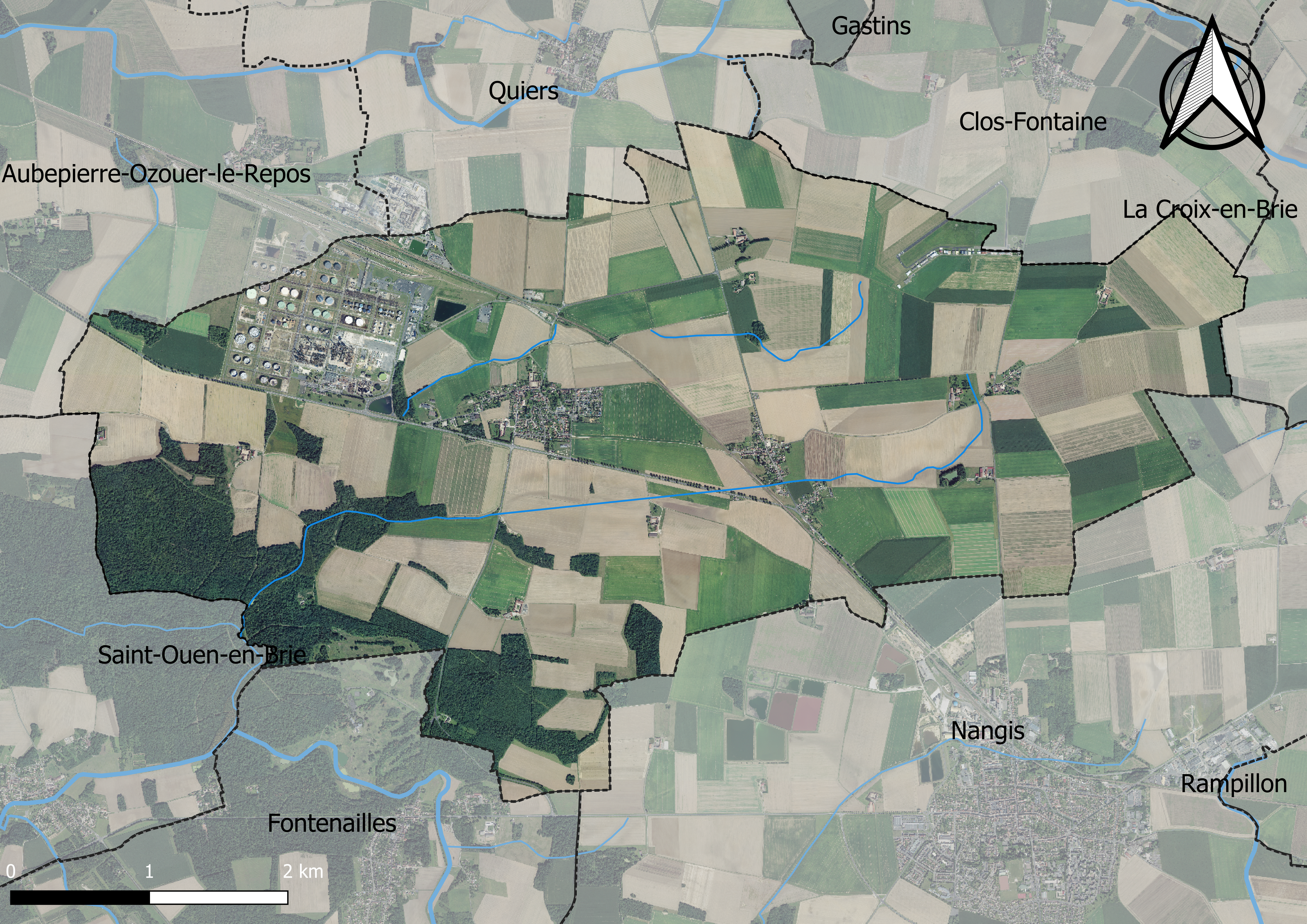
Carte orhophotogrammétrique de la commune.

### Planification
La commune disposait en 2019 d'un plan local d'urbanisme en révision. Le zonage réglementaire et le règlement associé peuvent être consultés sur le Géoportail de l'urbanisme.

### Logement
En 2016, le nombre total de logements dans la commune était de 
421 dont 81,7 % de maisons et 8,8 % d’appartements.
Parmi ces logements, 92,2 % étaient des résidences principales, 3,1 % des résidences secondaires et 4,8 % des logements vacants.
La part des ménages fiscaux propriétaires de leur résidence principale s’élevait à 84,8 % contre 11,1 % de locataires et 4,1 % logés gratuitement,.

## Toponymie
Grandpuits : Du latin puteus, « trou, fosse », « gouffre, fosse très profonde », « puits d’eau vive » ou même « puits de mine ».

En 1185, le Grandpuits est cité sous le nom de Leprosi de Grandi Puteo indiquant l'installation d'une léproserie.
Bailly : Ce toponyme peut dériver du vieux français baille : « enclos ».
Carrois : Ce toponyme fait allusion à un carrefour.

## Histoire
La commune de Bailly-Carrois a été formée de la fusion, des paroisses de Bailly et de Carrois en vertu d'un décret de l'Assemblée constituante en date du 8 juillet 1791.
Son  territoire est définitivement fixé par ordonnance royale en 1834, lors de l'établissement du plan cadastral. Le 30 mai 1806, un décret impérial réuni Grandpuits et Bailly-Carrois pour l'exercice du culte catholique. En 1840, la réunion définitive en une seule commune fut proposée. Désirée par Bailly-Carrois qui possédait une école et une église, elle fut refusée par Grandpuits et la question fut ajournée indéfiniment[réf. nécessaire].
La commune de Grandpuits-Bailly-Carrois a été formée de la fusion, au 1er janvier 1973, des communes de Grandpuits et de Bailly-Carrois,, qui intervient dans le cadre de la Loi sur les fusions et regroupements de communes de 1971..

### Histoire de Grandpuits
L'origine de Grandpuits est inconnue.
Le nom de Grandpuits apparaît pour la première fois en 1144.
Jusqu'au XIIIe siècle on ne sait rien de l'histoire de cette localité.
En 1223, Robine de Rubelles dame du fief de Grandpuits approuve une donation, faite de la dîme de ce village, à l'abbaye du Jard près de Melun par Simon de Grandpuits et sa femme Béatrix.
En 1240 et 1243, Jehan de Monceau et Gilles de Grandpuits donnent quelques immeubles à l'église Notre-Dame de Melun, donation que Guillaume de Grandpuits approuve en tant que seigneur dominant.
Ce seigneur habitait dans un château à Grandpuits dont il restait au milieu du XIXe siècle quatre tours environnées d'un fossé. Une église a été depuis construite sur cet édifice.
Grandpuits a également accueilli un couvent habité par des moines dont l'ordre n'est pas connu. Ce couvent est devenu par la suite une ferme.
La présence de deux grandes fermes, ferme de Châteaufort et ferme de La Salle, supposent l'existence de deux seigneuries.
Avant la Révolution française, Grandpuits faisait partie du diocèse de Meaux, archidiaconé de Melun, généralité de Paris, élection de Rozay. On y comptait 41 feux et 100 communiants.
Après la Révolution, la population de Grandpuits n'a jamais dépassé 332 habitants, descendant à 224 après les guerres du 1er Empire, et 227 après l'épidémie de choléra de 1832-1833. À partir de 1841 jusque 1888, elle varie de 307, 332 et 400.
Le 11 octobre 1793, la commune qui possédait quatre cloches en céda trois pour fabriquer des canons afin de défendre la patrie. L'argenterie et les cuivres existant dans l'église de Grandpuits furent transportés à Melun le 10 novembre 1793. La croix du clocher fut descendue et remplacée par un bonnet de la Liberté et une oriflamme en tôle peint des trois couleurs.
Lors de la campagne de France la commune fut particulièrement éprouvée en logeant de 90 000 à 100 000 soldats français ou étrangers.
Le 17 février 1814, fut le théâtre d'une partie de la  bataille de Mormant entre les troupes françaises et les troupes russo-bavaroises. « Ayant été repoussé de Mormant par le général français Gérard, le général Pahlen, faisant former le carré à ses troupes reculait en perdant beaucoup de monde. Pour achever la victoire, Napoléon fit avancer le général Drouot avec 36 bouches à feu de la Garde. Pahlen était cependant près d'arriver à Grandpuits ou il espérait être secouru par  l'avant-garde du général de Wrède qui occupait encore Nangis et dont la cavalerie était en avant de Bailly. Mais un feu écrasant d'artillerie vint changer la retraite en déroute. Un bataillon qui tenta de se réfugier derrière le marais d'Ancœur (à 1 km de Grandpuits) fut cerné par nos dragons et forcé de mettre bas les armes » 
Lors de la Guerre franco-allemande de 1870, le 21 octobre 1870 durant le siège de Paris, Grandpuits vit un combat assez sérieux engagé entre les francs-tireurs et les gardes nationaux, de Saint-Germain-Laval, d'Auxerre et Montereau, venant de cette dernière ville et un détachement de 300 Prussiens. Un combat inégal s'engagea entre les miliciens Français armés de fusils à piston ou de chasse et les soldats de métiers armés de fusils modernes. Malgré la vaillance des Français, le feu vif et précis de l'ennemi joint à un renfort considérable qui ne tarda pas à arriver, mit en déroute les gardes nationaux. Plusieurs hommes furent tués de part et d'autre dans les fossés qui entouraient alors la ferme de La Salle, l'ancien couvent.
La raffinerie de Grandpuits a été mise en service en décembre 1966

### Histoire de Bailly-Carrois
La commune de Bailly-Carrois a été formée de la fusion des paroisses de Bailly et de Carrois en vertu d'un décret de l'Assemblée Constituante en date du 8 juillet 1791.
Son territoire appartenait sous l'Ancien Régime à l'élection de Rozay, bailliage et coutumes de Melun, les deux paroisses dépendaient du diocèse de Sens, archidiaconé et doyenné de Melun.

#### Fiefs et seigneuries
Le territoire fut morcelé en nombreux fiefs.
La seigneurie principale était le Grand-Bailly. Ce fief, dont une ferme dépendait, appartint très longtemps à l'abbaye de Saint-Père de Melun qui avait droit de haute justice sur toute la paroisse. La ferme de Grand-Bailly fut créée, le 29 juin 1345, grâce à une donation faite par Guillaume de Flonteau, religieux de l'abbaye de Saint-Père.
Plusieurs autres petits fiefs dépendaient de l'abbaye de Saint-Père de Melun : 

- Le plus important était Bailly, qui appartenait également à l'abbaye de Saint-Père. Les droits de ce fief furent cédés et il fut réuni, en 1506, à la seigneurie de Nangis possédée par la maison de Vères. Marie, la fille unique de Jean de Vères, épousa le 16 avril 1507 Louis de Brichanteau lui apportant en dot, entre autres fiefs celui de Bailly. Leur descendance conservera la seigneurie jusqu'à la Révolution. 

-La petite ferme de Bailly, relevait aussi d'un fief possédé par l'abbaye bénédictine de Saint-Père. Les droits sont cédés, en 1250, à Guillaume de Cesson.
 
-Le fief du Grand Courmignoust à la Moinerie.

-Le fief de Périchois, ou Périchoy, qui appartenait au XVIIe siècle à Louis le Juge, écuyer, seigneur de Beauchery qui rendait hommage, en 1696, à l'abbaye du Jard. Son père Guillaume le Juge, conseiller et secrétaire du Roi l'avait acheté à Jean Chabré. En 1789, ce fief appartenait à François Vincent Guyot de Chemisot, conseiller d'état, maitre des requêtes et lieutenant du roi à Château-Thierry

-Le fief des Loges de Bailly appartenant également à Louis le Juge, également acheté par Guillaume le Juge à Jean Chabré.

-Le fief de la Fosse de Constance appartenait aux célestins de Marcoussis

-Le fief de Carrois, dont le premier seigneur connu est Jean de Carroys qui épouse en 1230 la veuve de Regnault de Quiers. Il apparaît que le luthiste et compositeur Albert de Rippe ait obtenu de François Ier la terre et la seigneurie de Carrois, alors Carroys-en-Brie voir article sur Albert de Rippe). En 1642, Claude du Moulin en est le seigneur. Le fief passe ensuite aux mains de la famille de Chanay puis à celle de la Barre par le mariage de Charles Jean Abel de La Barre, écuyer de Carrois, conseiller du roi en la cour des aides avec Élisabeth Geneviève Bouzitot de Chanay « haute et puissante dame de Carrois ». Leurs fils, Charles Joseph Abel de La Barre de Carrois, capitaine dans le corps royal d'artillerie vendit la terre le 20 janvier 1791 à messire Pierre-Antoine Robert de Saint-Vincent, conseiller du roi en sa cour départementale.

-Le fief de Nuisement qui relevait de l'abbaye Saint-Pierre de Chaumes-en-Brie 

-Le fief d'Auquez devenu fief d'Ancœur, qui relevait également de l'abbaye de Chaumes. Le fief d'Ancœur était possédé en 1558 par Nicolas de Brichanteau seigneur de Beauvais et de Nangis qui avait assisté par procureur à la rédaction de la coutume de Melun en sa qualité de seigneur de Bailly et d'Ancœur. À la fin du XVIIe siècle ce fief passe dans les mains de la famille Grassin puis aux Béthizy de Mormant.
À la Révolution, les fiefs et les noms des nobles ont disparu de Bailly-Carrois et les domaines ont été rachetés :
Le domaine de Carrois a été adjugé, par l'administration du district de Melun le 19 ventôse an II au sieur Vacheron. Les autres domaines ont également été vendus.

#### Village d'Ancœur
On a retrouvé au cours du XIXe siècle aux environs d'Ancœur et entre La Moinerie et Bailly, des vestiges de murs, routes, puits, tuiles faitières, etc. qui permet de croire qu'une partie du village d'Ancœur a été, autrefois, détruite. Il semblerait que cette destruction daterait de la guerre des Lorrains pendant laquelle toute la Brie fut mise à feu et à sang.

#### Hameau La Picardie
Ce hameau a pour origine une auberge dite La Picque hardie telle quelle était orthographiée dans les actes d'état civil de 1648. Une Pique était probablement une enseigne de cette auberge. Non loin de cet établissement il y avait un groupe de maisons appelé Mormaisons. Cette dénomination a disparu et le hameau s'est confondu avec La Picardie.
En 1809, la commune de Bailly-Carrois comprenait 64 hommes âgés de 17 à 65 ans servant dans la garde nationale.
Lors de la campagne de France de 1814 ainsi que lors de l'invasion de 1815, la commune de Bailly-Carrois fut détruite et pillée. Elle mit plus de vingt-cinq ans pour sortir de la misère.
Pendant le siège de Paris, lors de la guerre de 1870, Bailly-Carrois fut occupée du 17 mars au 30 mai 1871 par les 1er et 3e escadrons de dragons puis du 4 au 9 juin 1871 par la 5e colonne du Train.
L'abbé Verger, assassin de Mgr Sibour, archevêque de Paris, fut curé de Bailly-Carrois en 1852.

## Politique et administration

### Rattachements administratifs et électoraux
Grandpuits-Bailly-Carrois se trouve dans le département de Seine-et-Marne. Rattachée depuis la Révolution française à l'arrondissement de Melun, elle intègre le 1er janvier 2017 l'arrondissement de Provins afin de faire coïncider les limites d'arrondissement et celles des intercommunalités.
Pour l'élection des députés, elle fait partie depuis 2012 de la troisième circonscription de Seine-et-Marne.
Grandpuis, Bailly-Carrois puis Grandpuits-Bailly-Carrois faisaient partie depuis 1793 du canton de Mormant. Dans le cadre du redécoupage cantonal de 2014 en France, Grandpuits-Bailly-Carrois intègre le canton de Nangis.

### Intercommunalité
La commune fait partie de la communauté de communes de la Brie Nangissienne, créée en 2005.

### Liste des maires
| Période                                  | Période | Identité                       | Étiquette | Qualité                                      |
| ---------------------------------------- | ------- | ------------------------------ | --------- | -------------------------------------------- |
| An VII                                   | An IX   | Jean François Blaque           |           | Agriculteur                                  |
| An IX                                    | 1808    | Jean-Pierre Martin             |           | Marchand en mercerie                         |
| 1808                                     | 1814    | Pierre Nicolas Baulant         |           | Agriculteur                                  |
| 1814                                     | 1821    | Jean François Blaque           |           | Agriculteur                                  |
| 1821                                     | 1829    | Charles Mercier                |           | Agriculteur                                  |
| 1829                                     | 1835    | Alexandre Baulant              |           |                                              |
| 1835                                     | 1835    | Jean François Blaque           |           | N'a pu être installé en raison de sa maladie |
| 1835                                     | 1843    | Jules Vincent Descours         |           |                                              |
| 1843                                     | 1848    | Honoré Elipe Lemoust-Delafosse |           |                                              |
| 1848                                     | 1861    | Ferdinand Sautreau             |           | Agriculteur                                  |
| 1861                                     | 1871    | Louis Saussier (Courmignoust)  |           |                                              |
| 1871                                     | 1878    | Adolphe Desmard                |           |                                              |
| 1879                                     | 1894    | Charles Edmé Colleau           |           |                                              |
| 1894                                     | 1896    | Désiré Couteau                 |           |                                              |
| 1894                                     | 1945    | Léandre Yot                    |           |                                              |
| 1945                                     |         | Robert Dumant                  |           |                                              |
| Les données manquantes sont à compléter. |         |                                |           |                                              |
| 1953                                     | 1971    | Robert Dumant                  |           |                                              |
| Les données manquantes sont à compléter. |         |                                |           |                                              |
| 1953                                     | 1971    | Robert Dumant                  |           |                                              |
| 1971                                     | 1973    | Etienne Fourrey                |           |                                              |

| Période                                  | Période   | Identité              | Étiquette | Qualité |
| ---------------------------------------- | --------- | --------------------- | --------- | ------- |
| Les données manquantes sont à compléter. |           |                       |           |         |
| 1794                                     | 1813      | M. Mongrolle          |           |         |
| 1813                                     | 1868      | Frédéric Garnot       |           |         |
| 1868                                     | 1872      | M. Saget              |           |         |
| 1872                                     | 1876      | M. Pilost             |           |         |
| 1876                                     | 1881      | Victor Garnot         |           |         |
| 1881                                     | 1884      | Charles Louis Gautier |           |         |
| 1884                                     | 1892      | M. Viel               |           |         |
| 1892                                     | 1896      | M. Gautier            |           |         |
| 1896                                     | 1904      | Paul Beaugrand        |           |         |
| 1904                                     | 1908      | Désiré Yot            |           |         |
| 1908                                     | 1928      | Emile Camus           |           |         |
| 1928                                     | 1939      | Charles Piot          |           |         |
| 1939                                     | 1945      | Louis Prevost         |           |         |
| 1945                                     | 1959      | Marcel Tournay        |           |         |
| 1959                                     | 1982      | Jean Ruysschaert      |           |         |
| 1982                                     | 1988      | Jacques Lavilluniere  |           |         |
| 1988                                     | 1995      | René Gauduin          |           |         |
| 1995                                     | 2001      | Jean-Jacques Brichet  |           |         |
| mars 2001                                | mars 2008 | Annie Jaccon          |           |         |
| mars 2008                                | En cours  | Jean-Jacques Brichet  | SE        |         |

### Jumelages
La commune est n'est jumelée avec aucune ville française ou étrangère.

## Équipements et services

### Eau et assainissement
L’organisation de la distribution de l’eau potable, de la collecte et du traitement des eaux usées et pluviales relève des communes. La loi NOTRe de 2015 a accru le rôle des EPCI à fiscalité propre en leur transférant cette compétence. Ce transfert devait en principe être effectif au 1er janvier 2020, mais la loi Ferrand-Fesneau du 3 août 2018 a introduit la possibilité d’un report de ce transfert au 1er janvier 2026,.

#### Assainissement des eaux usées
En 2020, la commune de Grandpuits-Bailly-Carrois gère le service d’assainissement collectif (collecte, transport et dépollution) en régie directe, c’est-à-dire avec ses propres personnels.
L’assainissement non collectif (ANC) désigne les installations individuelles de traitement des eaux domestiques qui ne sont pas desservies par un réseau public de collecte des eaux usées et qui doivent en conséquence traiter elles-mêmes leurs eaux usées avant de les rejeter dans le milieu naturel. La communauté de communes Brie Nangissienne (CCBN) assure pour le compte de la commune le service public d'assainissement non collectif (SPANC), qui a pour mission de vérifier la bonne exécution des travaux de réalisation et de réhabilitation, ainsi que le bon fonctionnement et l’entretien des installations. Cette prestation est déléguée à l'entreprise Veolia, dont le contrat arrive à échéance le 31 décembre 2021,.

#### Eau potable
En 2020, l'alimentation en eau potable est assurée par le SIAEP de Grandpuits-Bailly-Carrois, Fontenailles, Saint-Ouen-en-Brie, Clos-fontaine qui en a délégué la gestion à l'entreprise Veolia, dont le contrat expire le 30 juin 2032,,.

## Population et société

### Démographie
L'évolution du nombre d'habitants est connue à travers les recensements de la population effectués dans la commune depuis 1793. Pour les communes de moins de 10 000 habitants, une enquête de recensement portant sur toute la population est réalisée tous les cinq ans, les populations de référence des années intermédiaires étant quant à elles estimées par interpolation ou extrapolation. Pour la commune, le premier recensement exhaustif entrant dans le cadre du nouveau dispositif a été réalisé en 2006.

En 2022, la commune comptait 1 014 habitants, en évolution de −0,59 % par rapport à 2016 (Seine-et-Marne : +3,92 %, France hors Mayotte : +2,11 %).
| 1793 | 1800 | 1806 | 1821 | 1831 | 1836 | 1841 | 1846 | 1851 |
| ---- | ---- | ---- | ---- | ---- | ---- | ---- | ---- | ---- |
| 200  | 262  | 274  | 214  | 248  | 256  | 306  | 287  | 319  |

| 1856 | 1861 | 1866 | 1872 | 1876 | 1881 | 1886 | 1891 | 1896 |
| ---- | ---- | ---- | ---- | ---- | ---- | ---- | ---- | ---- |
| 285  | 305  | 332  | 318  | 322  | 307  | 305  | 289  | 270  |

| 1901 | 1906 | 1911 | 1921 | 1926 | 1931 | 1936 | 1946 | 1954 |
| ---- | ---- | ---- | ---- | ---- | ---- | ---- | ---- | ---- |
| 269  | 286  | 263  | 244  | 255  | 261  | 257  | 255  | 248  |

| 1962 | 1968 | 1975 | 1982 | 1990 | 1999 | 2006 | 2011  | 2016  |
| ---- | ---- | ---- | ---- | ---- | ---- | ---- | ----- | ----- |
| 216  | 321  | 728  | 683  | 916  | 953  | 979  | 1 007 | 1 020 |

| 2021  | 2022  | - | - | - | - | - | - | - |
| ----- | ----- | - | - | - | - | - | - | - |
| 1 014 | 1 014 | - | - | - | - | - | - | - |

### Équipements
Aérodrome de Nangis Les Loges, partiellement situé sur la commune et ouvert aux avions privés en vol à vue (VFR) et aux ULM.
La commune dispose également d'une piscine, tennis, d'un camping et d'associations sportives et culturelles.[réf. nécessaire].
La commune accueil le club de football US Arc-en-Ciel évoluant en district. Le club joue au stade du SIVOM pouvant accueillir une centaine de personnes, bien que le stade ne dispose pas de tribune.

### Manifestations culturelles et festivités
Fête communale : début septembre à Grandpuits.

## Économie

### Revenus de la population et fiscalité
En 2019, le nombre de ménages fiscaux de la commune était de 21 982 (dont 68 % imposés), représentant 57 321 personnes et la  médiane du revenu disponible par unité de consommation  de 22 650 euros, le 1er décile étant de 11 400 euros avec un rapport interdécile de 3,4.

### Emploi
En 2018, le nombre total d’emplois dans la zone était de 717, occupant 471 actifs  résidants (dont 12,9 % dans la commune de résidence et 87,1 % dans une commune autre que la commune de résidence).
Le taux d'activité de la population (actifs ayant un emploi) âgée de 15 à 64 ans s'élevait à 67,5 % contre un taux de chômage de 8,3 %.
Les 24,2 % d’inactifs se répartissent de la façon suivante : 8,7 % d’étudiants et stagiaires non rémunérés, 7,4 % de retraités ou préretraités et 8,1 % pour les autres inactifs.

### Secteurs d'activité

#### Entreprises et commerces
Au 31 décembre 2019, le nombre d’unités légales et d’établissements (activités marchandes hors agriculture) par secteur d'activité était de 14 dont 4 dans l’industrie manufacturière, industries extractives et autres, 3 dans le commerce de gros et de détail, transports, hébergement et restauration, 3 dans les activités spécialisées, scientifiques et techniques et activités de services administratifs et de soutien, 2 dans l’administration publique, enseignement, santé humaine et action sociale et 2 étaient relatifs aux autres activités de services.
- Raffinerie de pétrole appartenant à Total, classée Seveso seuil haut[37] et alimentée en pétrole brut à partir du port du Havre par un pipeline ainsi que, en partie, par les gisements du bassin parisien ;
- Fabrique d'engrais GPN[55] (autrefois Grande Paroisse, filiale de Total, via Atofina).

En 2020, 14 entreprises ont été créées sur le territoire de la commune, dont 10 individuelles.
Au 1er janvier 2022, la commune ne possédait aucun hôtel  mais deux terrains de camping disposant de 103 emplacements.

#### Agriculture
Grandpuits-Bailly-Carrois est dans la petite région agricole dénommée la « Brie centrale », une partie de la Brie autour de Mormant. En 2010, l'orientation technico-économique de l'agriculture sur la commune est diverses cultures (hors céréales et oléoprotéagineux, fleurs et fruits).
Si la productivité agricole de la Seine-et-Marne se situe dans le peloton de tête des départements français, le département enregistre un double phénomène de disparition des terres cultivables (près de 2 000 ha par an dans les années 1980, moins dans les années 2000) et de réduction d'environ 30 % du nombre d'agriculteurs dans les années 2010. Cette tendance n'est pas confirmée au niveau de la commune qui voit le nombre d'exploitations rester constant entre 1988 et 2010. Parallèlement, la taille de ces exploitations diminue, passant de 178 ha en 1988 à 150 ha en 2010.
Le tableau ci-dessous présente les principales caractéristiques des exploitations agricoles de Grandpuits-Bailly-Carrois, observées sur une période de 22 ans : 
|                                      | 1988  | 2000  | 2010  |
| ------------------------------------ | ----- | ----- | ----- |
| Dimension économique,                |       |       |       |
| Nombre d’exploitations (u)           | 12    | 15    | 12    |
| Travail (UTA)                        | 35    | 26    | 20    |
| Surface agricole utilisée (ha)       | 2 138 | 1 967 | 1 796 |
| Cultures                             |       |       |       |
| Terres labourables (ha)              | 2 103 | 1 950 | 1 790 |
| Céréales (ha)                        | 1 289 | 1 143 | 1 099 |
| dont blé tendre (ha)                 | 852   | 931   | 821   |
| dont maïs-grain et maïs-semence (ha) | 339   | 156   | 144   |
| Tournesol (ha)                       | 88    |       | s     |
| Colza et navette (ha)                | 0     | s     | 87    |
| Élevage                              |       |       |       |
| Cheptel (UGBTA)                      | 29    | 21    | 8     |

## Culture locale et patrimoine

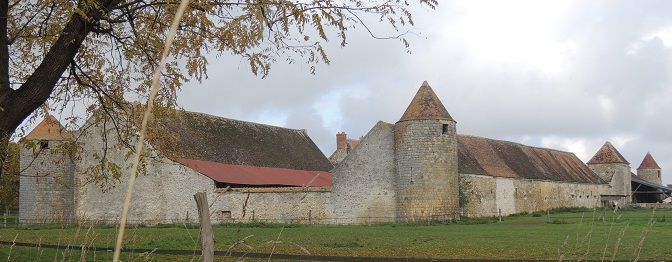
la ferme de la Salle.

### Monuments et lieux remarquables
La commune compte trois monuments répertoriés à l'inventaire des monuments historiques (Base Mérimée) :
- Ferme de la Salle, XVIe siècle, de type briard : quatre tourelles d'angle,  Inscrit MH[61] ;
- Borne fleurdelysée no 28, XIXe siècle,  Classé MH (1964)[62] ;
- Borne fleurdelysée no 29, XIXe siècle,  Classé MH (1964)[62] ;
- Borne fleurdelysée no 30, XIXe siècle,  Classé MH (1964)[63].

### Autres lieux et monuments

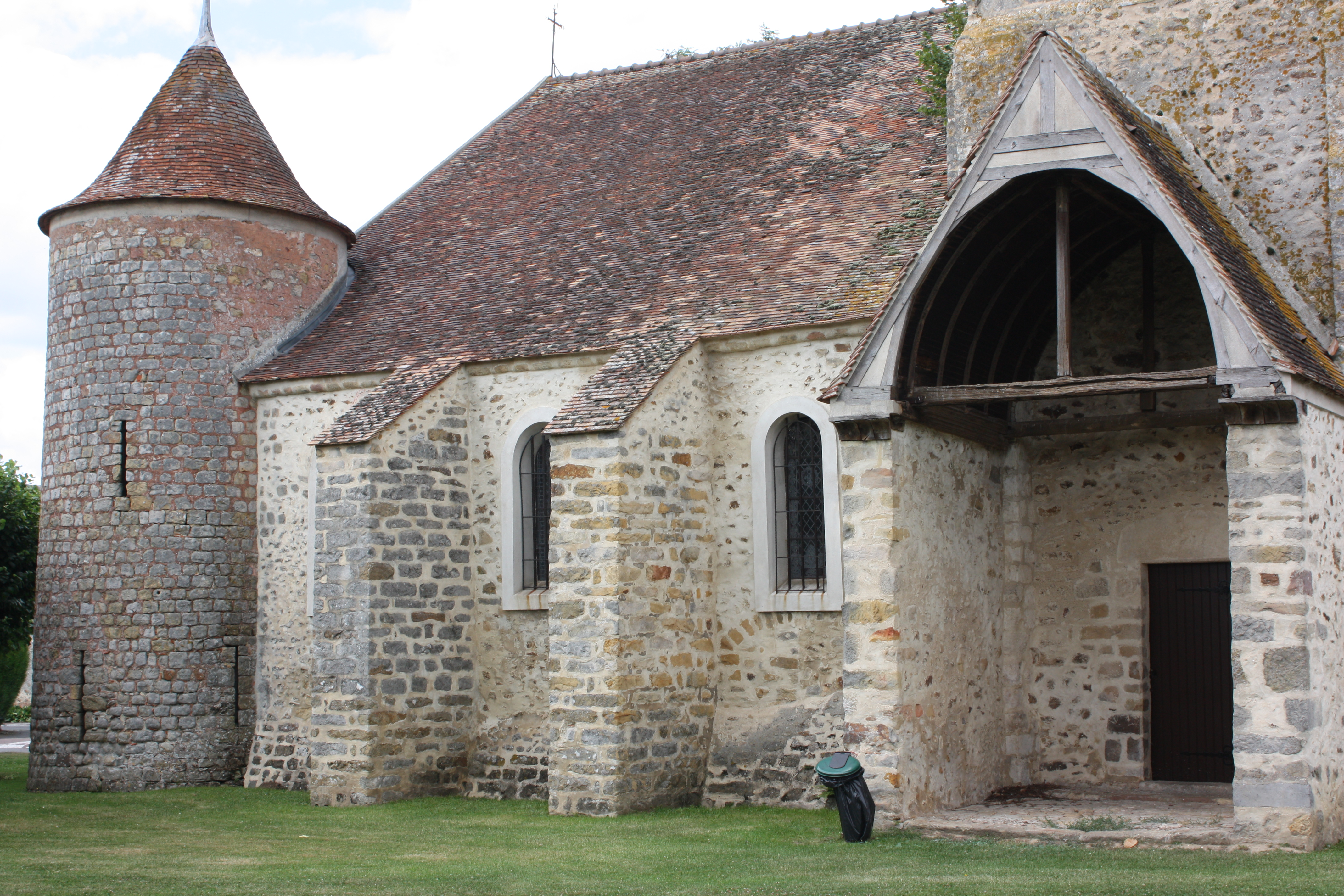
l'église Saint-Denis de Grandpuits.

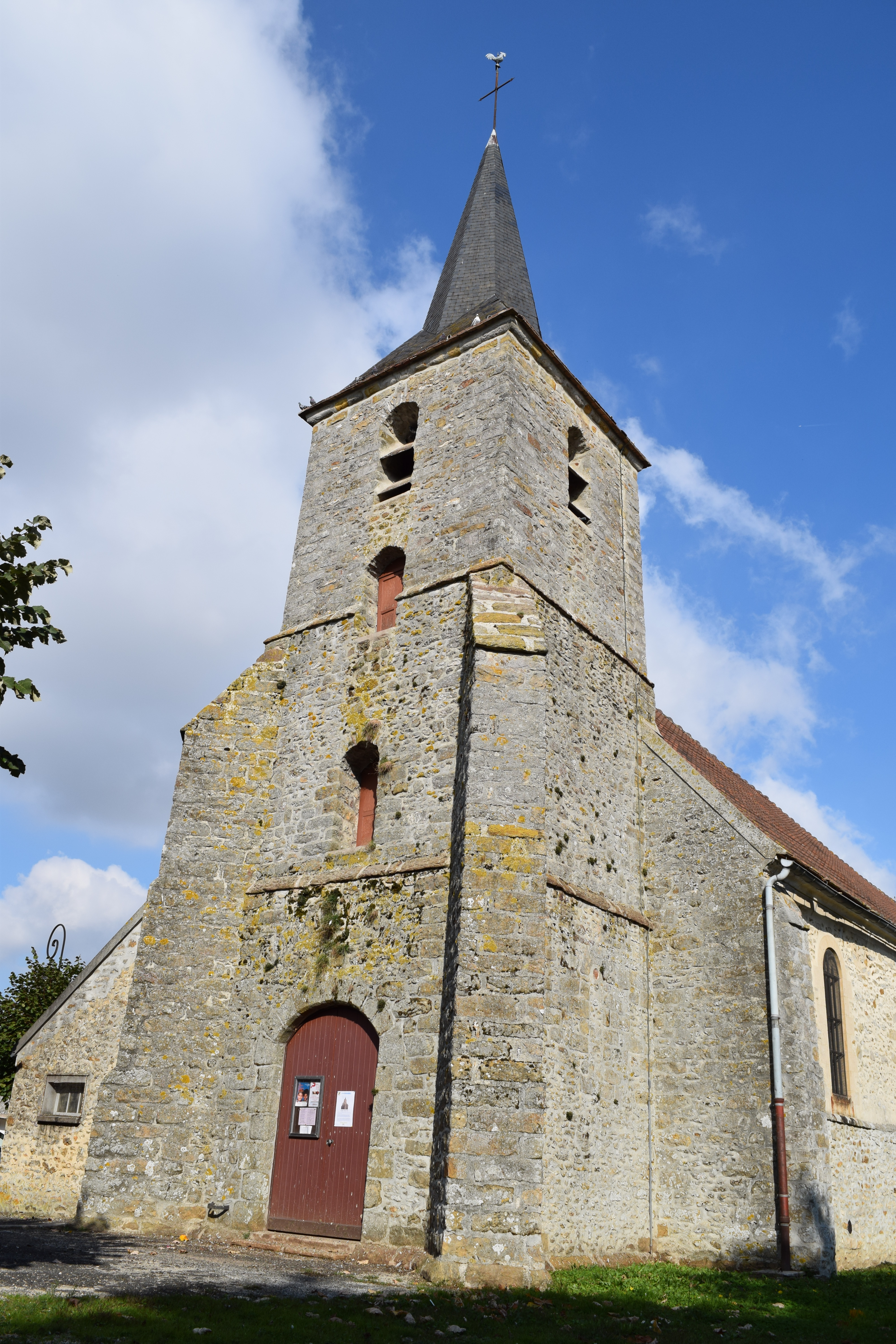
Église Saint-Éloi de Bailly-Carrois vue de côté.

- Ferme de Châteaufort, son colombier XVe siècle, son puits et son pressoir en grès.

Ancienne maison forte de Châteaufort dépendant de la châtellenie de Melun. Dans le contexte de la guerre de Cent Ans, on surélève les tours et on entreprend des travaux de fortification. Dans un document du XIVe siècle, elle est décrite comme : « Il y avait à Grandpuits un chastel ou forteresse notable lequel avait este profitable nécessaire et convenable pour les habitants du Puits pour y avoir leur retraite en temps de guerre ». Un autre document daté du XVIIIe siècle la décrit comme : « Le fief de Châteaufort à présent tout ruiné et en masure ».
- Église Saint-Denis XIIe, XIIIe et XVIe, ancienne chapelle castrale de Châteaufort : à l'angle sud-ouest, tourelle faisant partie de la maison forte de Châteaufort.
- Église Saint-Éloi de Bailly-Carrois XIIIe siècle : piliers très espacés ; belle chaire XVIIIe siècle (MH), console Louis XV (MH), christ en bois XVIe siècle.